# Michaił Culukidze
Michaił Pridon Culukidze (gruz. მაიკლ ფრიდონ წულუკიძე; ur. 26 września?/8 października 1894 w Tyflisie, zm. 12 listopada 1960 w Madrycie) – rosyjski, a następnie gruziński wojskowy (generał), dowódca Waffen-Gruppe "Georgien" w składzie Kaukaskiego Związku Bojowego SS pod koniec II wojny światowej.

## Życiorys
Pochodził z książęcego rodu. Służył w armii rosyjskiej. Brał udział w I wojnie światowej. Dowodził w stopniu majora batalionem na froncie rumuńskim. Dostał się do niewoli austriackiej. Wstąpił ochotniczo do pułku gruzińskiego, utworzonego przez Austriaków w celu wyzwolenia Gruzji. W latach 1918–1921 był generałem w armii Gruzińskiej Republiki Demokratycznej. W 1923 r. wyemigrował do Turcji, a następnie do Francji. Służył w Legii Cudzoziemskiej jako dowódca pułku Spahisów w Afryce Północnej. Od 1936 r. uczestniczył w hiszpańskiej wojnie domowej po stronie frankistów. Został osobiście odznaczony przez gen. Francisco Franco. Od czerwca 1940 r. służył w armii francuskiej. Początkowo uczestniczył w wojnie z Niemcami, a następnie podjął służbę w armii Francji Vichy w Syrii. We wrześniu 1941 r. wstąpił do nowo formowanego Legionu Ochotników Francuskich przeciw Bolszewizmowi (LVF), ale nie wyjechał na front wschodni, gdyż Niemcy przenieśli go do Ministerstwa Rzeszy do spraw Okupowanych Terytoriów Wschodnich Alfreda Rosenberga. Od października 1942 r. współdziałał przy formowaniu gruzińskich oddziałów w służbie III Rzeszy, objeżdżając obozy jenieckie i nakłaniając czerwonoarmistów pochodzenia gruzińskiego do wstępowania do takich oddziałów. 1 sierpnia 1944 r. wstąpił do Waffen-SS. 1 lutego 1945 r. w stopniu Waffen-Standartenführera der SS objął dowództwo Waffen-Gruppe "Georgien" w składzie Kaukaskiego Związku Bojowego SS. Walczył z komunistyczną partyzantką Josipa Broz Tity na obszarze okupowanej Jugosławii.